# Photographie de vue d'exposition

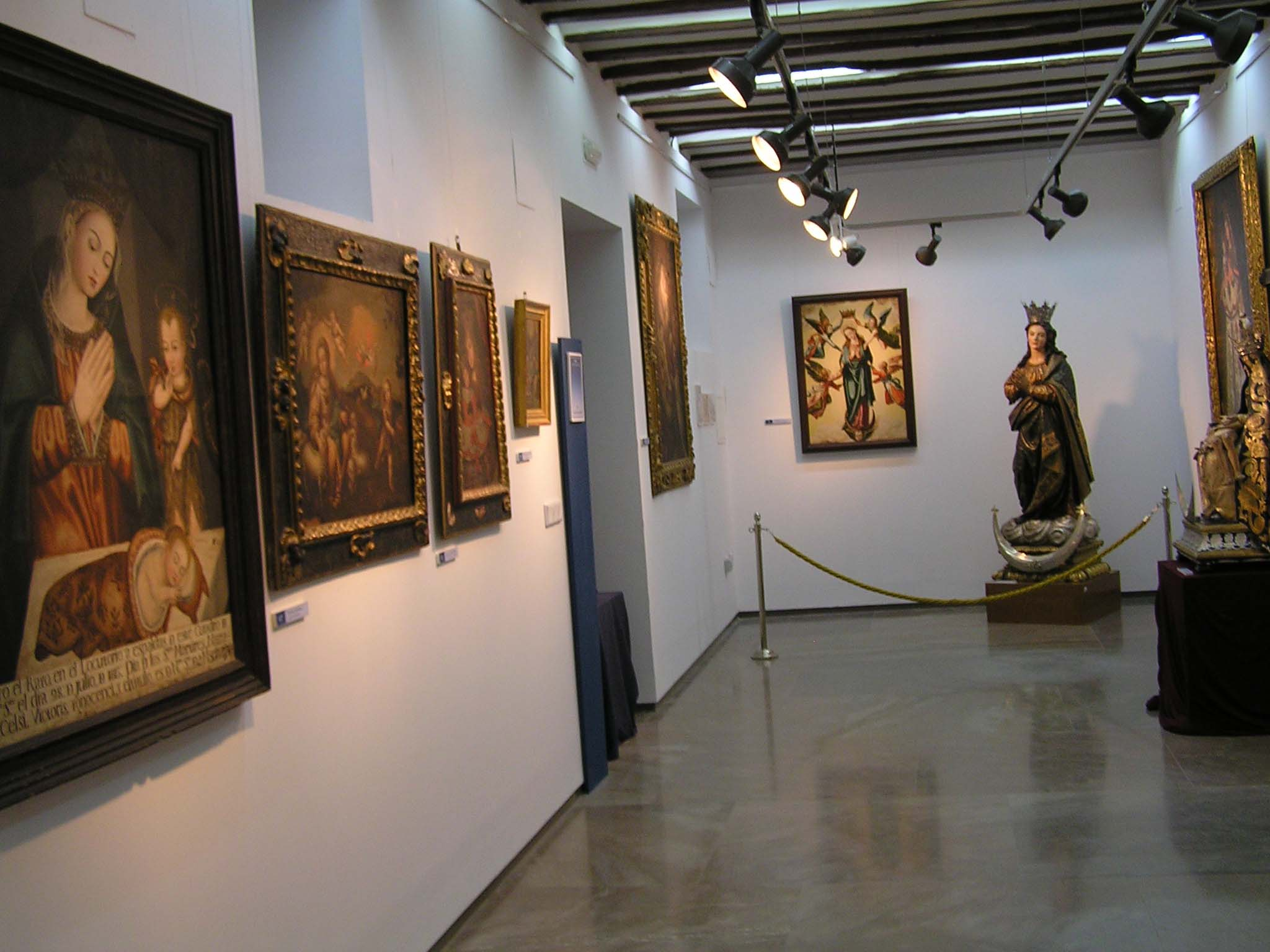
Une vue d'exposition à Jaén (Espagne) en 2005

La photographie de vue d'exposition est apparue dès l'invention de la photographie, dans le but de documenter ou d'archiver un événement par essence éphémère. Conservée dans des fonds publics et privés, elle est une source principale pour l’écriture de l’histoire des expositions. 
Les vues d'exposition sont des documents qui relèvent du champ de la photographie mais aussi de ceux de la muséologie, de la muséographie, de la scénographie, de la communication, ou encore du droit.

## Analyse
Si la reproduction photographique d'une œuvre la décontextualise ; à l'inverse une photographie de vue d'exposition se détermine en fonction du temps et de l'espace. Les indices qu'elle fournit constituent des éléments de l'analyse critique de l'exposition. La mise en photographie dont l'exposition a toujours fait l'objet permet les « comparaisons » et « vérifications ». Ces images ne sont plus la représentation d’une œuvre d’art autonome mais d’un ensemble indissociable qui n’est cohérent que dans sa globalité. Les vues d’expositions sont caractérisées par la nécessité de représenter les liens entre des œuvres elles-mêmes (pourquoi avoir rapproché deux tableaux très différents ou au contraire d'avoir cherché une cohérence stylistique ?) mais aussi avec le lieu dans lequel elles s’inscrivent (accrochage dense ou pas, mélange des médias, couleur, lumière, architecture...),.
Les photographies d'une exposition révèlent bien souvent sa mise en lumière et nous rendent attentifs à ce qui échappe lorsque nous vivons et nous déplaçons dans l’accrochage. Par ailleurs, l'agencement, la disposition des œuvres dans l'espace et leur rapport à l'éclairage s’organisent en fonction du lieu, des choix de l'artiste, du commissaire ou encore du scénographe. Il existe donc une corrélation entre la mise en espace et la mise en lumière, mais on comprend surtout que le principe photographique permet le compte-rendu et une analyse critique possible de l'acte consistant à exposer. 
Quantité d’œuvres et d’expositions sont connues du public exclusivement par le biais de leur image photographique. Mais même lorsqu'il a pu visiter l'exposition, la photo et son cadrage se substituent dans bien des cas à son souvenir. 
Le statut des photographes d’œuvre et d’exposition est particulier. Depuis les années 1980 ils sont plus souvent mentionnés. Un certain nombre se consacre exclusivement à cette pratique. Certains sont liés à des musées, centres d’art ou des galeries, d’autres travaillent régulièrement avec des artistes, ou sont artistes eux-mêmes en parallèle.